# Giuseppe Caron
Giuseppe Caron (ur. 24 lutego 1904 w Treviso, zm. 3 marca 1998 tamże) – włoski polityk, wiceprzewodniczący Komisji Europejskiej (1962–1963), Komisarz ds. Rynku Wewnętrznego w pierwszej i drugiej komisji Waltera Hallsteina.